# 도쿠가와 히데타다
도쿠가와 히데타다(일본어: 徳川 秀忠, 1581년 7월 31일 ~ 1632년 3월 31일, 재위 1605년 ~ 1623년)는 에도 막부 제2대 쇼군으로, 도쿠가와 이에야스의 삼남이다. 1605년 도쿠가와 이에야스로부터 정이대장군(征夷大將軍)의 칭호를 물려받아 쇼군이 되었다.
1614년과 1615년 2회에 걸친 오사카 공격에 쇼군이자 총대장으로 참가, 도요토미 가문의 마지막 보루를 무너뜨렸다. 1623년 쇼군의 지위를 아들 도쿠가와 이에미쓰에게 넘겨주었으나, 아버지가 그랬던 것처럼 1632년 사망할 때까지 실질적인 권력을 유지하였다.
기독교에 대해서는 유교사상을 국가의 통치 이념으로 공표하고, 기독교 금령을 평민들에게까지 적용하여 배척하였다. 이를 위해서 도쿠가와 바쿠후는 평민들이 마을의 절에 시주하게 하고, 절에서는 시주를 낸 이들의 명단을 내도록 했다. 또한 장례와 제사도 승려가 대행하게 했는데, 사람이 죽으면 화장후 유골을 절에 모시는 일본의 전통은 여기에서 유래한다. 이러한 기독교 배척 정책은 사상을 일치시키기 위한 것이었다.
그의 묘소는 도쿄 미나토구의 조조지(増上寺)에 있다.

## 생애

### 유년기

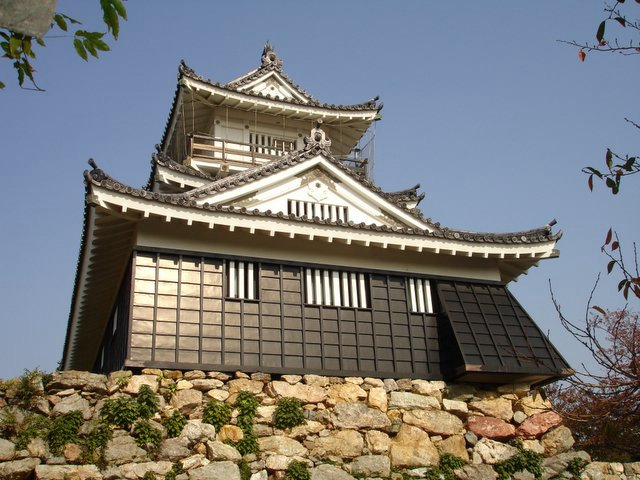
하마마쓰 성

덴쇼(天正) 7년 4월 30일(1581년 5월 31일) 도쿠가와 이에야스의 3남으로 도토미국 하마마쓰(浜松)에서 출생하였다. 생모는 이에야스의 측실 사이고노 쓰보네이다. 사이고노 쓰보네의 친정인 사이고 씨는 규슈 기쿠치 씨(菊池氏)의 일족으로, 무로마치 시대 초기에는 도쿠가와 가문의 본거지인 미카와의 슈고다이이기도 했던 명문가였다.
도쿠가와 이에야스에게는 히데타다가 태어나기 전 이미 적장자인 마쓰다이라 노부야스와 차남 오기마루(於義丸, 후일의 유키 히데야스) 두 아들이 있었으나, 히데타다가 태어난 해 마쓰다이라 노부야스가 사망하고 오기마루는 후일 도요토미 히데요시의 양자로 보내졌다가 유키 씨(結城氏)의 후사를 이으면서 명문 혈족이자 순서상으로도 장남이 된 히데타다가 사실상 이에야스의 후계자로서 대우받게 되었다. 유모는 오오바노 쓰보네이며, 아명은 나가마쓰(長松), 다케치요(竹千代)이다.
덴쇼 18년(1590년) 오다와라 정벌 즈음에 사실상 도요토미 히데요시의 인질로써 교토에 상경하여 관례를 치른 뒤 오다 노부카쓰의 딸이자 도요토미 히데요시의 양녀인 오히메(小姫, 슌쇼인春昌院)와 혼인하였다. 그러나 이후 도요토미 히데요시와 오다 노부카쓰 사이가 틀어지면서 이혼하였다. 이후 주나곤에 서임되어 에도노 주나곤(江戸中納言)으로 불렸으며 도요토미 히데요시로부터 하시바(羽柴) 성씨가 주어졌다. 분로쿠 4년(1595년)에는 도요토미 히데요시의 또 다른 양녀이자 오다 노부나가의 조카딸로 도요토미 히데요시의 애첩 요도(淀)의 여동생 고우(江, 에요)와 재혼하였다.
게이초 5년(1600년) 세키가하라 전투가 발발하자 도카이도(東海道)를 지나는 이에야스 본대와 더불어 나카센도(中山道)를 지나는 별동대를 인솔하는 직책을 맡았다. 그러나 날씨 변화로 인한 명령 지연과 행군 속도 저하, 시나노국 우에다 성(上田城) 공격 지연 등으로 시간을 허비한 히데타다의 군대는 결국 9월 15일의 세키가하라 본 전투에 합류하는 데 실패하고 9월 20일에야 오쓰(大津)의 본진에 도착하였다. 이 때 히데타다는 승리를 축하하고 시간을 지체한 것에 대한 변명을 하기 위해 즉각 부친 이에야스를 만나고자 하였으나 이에야스는 「속이 시원치 않다(気分がすぐれない)」는 말과 함께 아들의 면회 요청을 거절하였다. 그러나 다음날 또는 3일 뒤 이에야스는 결국 면담을 허용하였다고 한다.

### 쇼군 취임
게이초 8년(1603년) 2월 29일 도쿠가와 이에야스는 세이이 다이쇼군의 지위에 올라 에도 바쿠후를 열었다. 이에야스는 도쿠가와 씨의 쇼군 세습을 확실히 하기 위하여 히데타다에게 전통적으로 차기 쇼군 후보에게 주어졌던 직책인 우코노에곤다이쇼(右近衛大将)의 관직을 내려줄 것을 조정에 주청을 올렸고, 같은 해 4월 16일 허락을 받으면서 히데타다는 에도노 우다이쇼(江戸右大将)라는 별칭으로 불리게 되었다. 이로써 히데타다가 도쿠가와 가문을 상속받는다는 것과 동시에 도쿠가와 가문이 대대로 쇼군의 자리를 잇는다는 것이 사실상 확고해졌으며, 이후 쇼군가에서 우다이쇼(右大将)는 쇼군 후계자에 대한 호칭으로 굳어졌다.
세키가하라 전투 이후 도요토미 가문의 위세를 꺾고 도카이, 간토 등을 완전히 제압하는 데 성공한 도쿠가와 가문은 명실공히 간토의 독립 정권을 수립하였다. 이후 2년 뒤인 게이초 10년(1605년) 이에야스가 후시미성에서 쇼군직을 히데타다에게 물려주고 오고쇼(大御所)로 물러나면서 히데타다는 제 2대 세이이 다이쇼군으로 취임하였다.

### 쇼군 시절

#### 이원 정치 체제

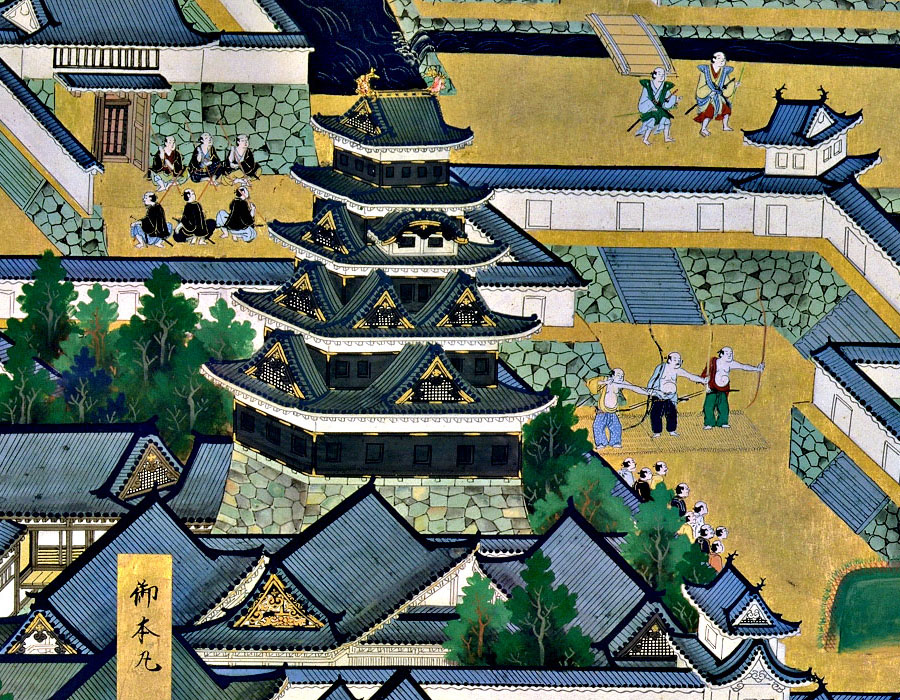
에도 성의 천수각.
히데타다 이후로 에도 성은 도쿠가와 쇼군가가 주로 머무르는 본성이 되었다.

히데타다가 정식으로 쇼군 자리를 물려 받은 뒤, 쇼군 히데타다는 에도 성, 오고쇼 이에야스는 슨푸 성에 거주하며 두 부자가 함께 정치를 운영하는 이원 정치 체제(二元政治体制)가 설립되었다. 그러나 이에야스가 살아 있는 동안 사실상의 실권은 이에야스에게 있었고, 히데타다는 혼다 마사노부 등의 보좌를 받으며 이에야스를 보필하는 역할을 맡았다. 또한 가신들과 다이묘 통제에 있어서도 이에야스가 상대적으로 다루기 어려운 도자마 다이묘(外様大名)들을 상대한 반면 히데타다는 도쿠가와 직할령 및 후다이 다이묘(譜代大名)들을 관리하였다.
게이초 19년(1614년) 오사카 전투가 발발하였다. 이 전쟁에서 이에야스와 함께 참전한 히데타다는 총대장으로 추대되었다. 이듬해 1615년 오사카 여름 전투에서는 도요토미 측의 중신인 오노 하루후사(大野治房)에게 본진을 위협받기도 하였다. 이 전쟁에서 도요토미 가의 당주이자 도요토미 히데요시의 유일한 자식이었던 도요토미 히데요리와 그의 생모 요도가 자결하면서 도요토미 가문은 멸망하였고, 도쿠가와의 권력은 공고해졌다.
이후 이에야스와 히데타다는 정국 안정을 위한 법률 구상을 추진하여 무가 출신의 다이묘들을 통제하는 부케쇼핫토(武家諸法度), 조정과 문관들을 통제하는 금중병공가제법도(禁中並公家諸法度) 등을 제정하였다.
일설에 따르면 히데타다는 쇼군 지위는 물려받았으나 겐지장자(源氏長者), 쇼가쿠인(奨学院) 별당은 받지 못했다는 설이 있다. 『도쿠가와 실기(徳川実紀)』에는 받았다고 되어 있으나, 이는 사후의 추증이라는 것이다.이것이 사실이라면 도쿠가와 쇼군으로서는 히데타다가 유일하게 겐지노쵸쟈가 되지 못했던 쇼군이라는 뜻이 된다.

#### 쇼군 친정(親政)
겐나 2년(1616년) 이에야스가 사망하면서 정국의 실권을 쥐었다. 사카이 다다요, 도이 도시카쓰 등 자신의 최측근 인사들을 로주(老中)에 임명하여 바쿠후의 중추를 장악하였으며, 후쿠시마 마사노리 등 다수의 도자마 다이묘들을 개역하여 본보기를 보였다. 이후 고산케를 구성하는 세 남동생들에게 각각 오와리, 기이, 미토를 영지로 내리고 차남 다다나가에게는 스루가, 도토미, 가이를 주었다. 한편으로는 동생 마쓰다이라 다다테루, 조카이자 사위인 마쓰다이라 다다나오, 이에야스의 측근인 혼다 마사즈미 등 가까운 인물들 역시 개역한 뒤 귀양보내는 등 엄격한 면모를 보이기도 하였다. 또한 조정에 대해서도 단호한 태도를 취하여 긴축을 요구하는 한편 막내딸인 마사코를 고미즈노오 천황의 황후로 입궁시켰다. 외교적으로는 쇄국 정책을 추구하여 외국 국적의 선박이 기항할 수 있는 항구를 히라도섬(平戸), 나가사키(長崎) 등으로 한정하였다.

### 은거와 사망
겐나 9년(1623년) 쇼군의 지위를 적장자인 도쿠가와 이에미쓰에게 넘겨주고 오고쇼로 물러났다. 그러나 부친 이에야스가 그랬듯이 여전히 실권을 장악하고 정치에 관여하였다. 오고쇼로 물러난 초기에는 이에야스가 슨푸 성으로 거처를 옮겼던 것처럼 오다와라성으로 거처를 옮길 것을 고려했다고 하나, 결국 에도 성 니시노 마루(西の丸, 현 천황 일족이 거주하는 교코皇居)에서 정사를 보살폈다.
간에이 6년(1629년) 시에 사건 이 발생하면서 조정, 신사 및 사원에 대한 통제를 한층 강화하였다. 이듬해인 간에이 7년(1630년) 9월 12일 외손녀 이치노미야(一宮)가 메이쇼 천황으로 황위에 오르면서 천황의 외조부가 되었다.
간에이 8년(1631년), 차남 도쿠가와 다다나가의 영지를 몰수하고 칩거를 명령하였으나, 이후 건강이 극도로 악화되어 이듬해인 간에이 9년(1632년) 1월 사망하였다.

## 용모
시신 조사에서 모발과 뼈 등의 조사한 결과 히데타다의 혈액형은 O형으로 사지 뼈에서 추정한 신장은 157.6cm였다.

## 가족관계
- 정실 : 오히메(小姫, 1586?~1591)
- 계실 : 고(江, 1573~1626)
  - 장녀 : 센히메(千姫, 1597~1666) : 도요토미 히데요리, 혼다 다다토키(本多忠刻)의 정실
  - 차녀 : 다마히메(珠姫, 1599~1622) - 가가번(加賀藩) 2대 번주 마에다 도시쓰네(前田利常)의 정실, 3대 번주 마에다 미쓰타카(前田光高)의 생모
  - 3녀 : 가쓰히메(勝姫, 1601~1672) - 후쿠이번(福井藩) 번주 마쓰다이라 다다나오(松平忠直)의 정실
  - 4녀 : 하쓰히메(初姫, 1602~1630) - 교고쿠 다다타카(京極忠高)의 정실
  - 차남 : 제 3대 쇼군 도쿠가와 이에미쓰(徳川家光, 1604~1651)
  - 3남 : 도쿠가와 다다나가(徳川忠長, 1606~1634) - 스루가 번(駿河藩) 번주
  - 5녀 : 가즈코 / 마사코(和子, 1607~1678) - 고미즈노오 천황의 황후, 메이쇼 천황의 모후
- 측실 : 오시즈노가타(お静の方, 1584~1635)
  - 서자 : 호시나 마사유키(保科正之, 1611~1673) - 아이즈번(会津藩) 번주
- 측실
  - 장남 : 조마루(長丸, 1601~1602)

## 관련 작품

### 드라마
- 《아오이 도쿠가와 삼대》 (NHK, 대하드라마, 2000년, 배우:니시다 토시유키)
- 《고우~공주들의 전국~》 (NHK, 대하드라마, 2011년, 배우:무카이 오사무)

### 애니메이션
사무라이 디퍼 쿄우에서의 히데타다는 호탕한 성격으로 전국을 유람하는 영법사(影法師) 베니토라(紅虎)로 나온다.